# Aaron Zigman
Aron Zigman (San Diego, 6 januari 1963) is een Amerikaans componist van met name filmmuziek.

## Biografie
Zigman kreeg op zijn zesjarige leeftijd klassieke muziekles op de piano en studeerde aan de Universiteit van Californië - Los Angeles. Hij begon begin jaren tachtig zijn muziekcarrière als songwriter bij Almo Iving. Naast het schrijven begon hij ook te produceren, arrangeren en orkestreren voor vele bekende artiesten zoals Aretha Franklin, Natalie Cole, Ray Charles, Sting, Phil Collins, Tina Turner, Seal, Carly Simon, Pointer Sisters, Patti LaBelle, Chicago en Christina Aguilera. Zigman schreef de hit Crush on You voor de Amerikaanse band The Jets die de derde plaats behaalde in de Billboard Hot 100 in de Verenigde Staten en later gecoverd werd door Aaron Carter.
In de jaren negentig richtte Zigmans muziek zich meer op de filmindustrie. Hij hielp mee aan soundtracks als Licence to Kill, Pocahontas, Mulan en The Birdcage. Zijn grote doorbraak kwam in 2000 door de samenwerking met filmregisseur Nick Cassavetes, voor wie hij filmmuziek begon te componeren voor de film John Q. Hij componeerde ook muziek voor de films The Notebook, Alpha Dog en My Sister's Keeper voor Cassavetes. In 2005 won Zigman een Emmy Award met de televisiefilm Crown Heights in de categorie 'outstanding original song' met het lied "Sim Shalom". Zijn bekendste filmmuziek was voor The Proposal en Sex and the City en de filmreeks Step Up.

## Filmografie
- John Q (2002)
- The Notebook (2004)
- Raise Your Voice (2004)
- The Wendell Baker Story (2005)
- In the Mix (2005)
- Alpha Dog (2006)
- The Virgin of Juárez (2006)
- Akeelah and the Bee (2006)
- Take the Lead (2006) (met Swizz Beats)
- ATL (2006)
- 10th & Wolf (2006)
- Step Up (2006)
- Flicka (2006)
- Bridge to Terabithia (2007)
- Pride (2007)
- Good Luck Chuck (2007)
- The Jane Austen Book Club (2007)
- Martian Child (2007)
- Mr. Magorium's Wonder Emporium (2007) (met Alexandre Desplat)
- Step Up 2: The Streets (2008)
- Meet the Browns (2008)
- Lake City (2008)
- Sex and the City (2008)
- The Family That Preys (2008)
- Christmas Cottage (2008)
- Madea Goes to Jail (2009)
- The Proposal (2009)
- My Sister's Keeper (2009)
- The Ugly Truth (2009)
- I Can Do Bad All by Myself (2009)
- The Company Men (2010)
- The Last Song (2010)
- Sex and the City 2 (2010)
- For Colored Girls (2010)
- Madea's Big Happy Family (2011)
- I Don't Know How She Does It (2011)
- What's Your Number? (2011)
- Good Deeds (2012)
- Madea's Witness Protection (2012)
- Step Up Revolution (2012)
- Escape from Planet Earth (2013)
- Temptation: Confessions of a Marriage Counselor (2013)
- Peeples (2013)
- Baggage Claim (2013)
- The Other Woman (2014)
- The Best of Me (2014)
- Addicted (2014)
- I Saw the Light (2015)
- Mr. Right (2015)
- Dear Eleanor (2016)
- Wakefield (2016)
- The Shack (2017)

## Overige producties

### Televisiefilms
- Crown Heights (2004)

### Documentaire series
- The ACLU Freedom Files (2005)

### Korte films
- Fighting for Care (2002)
- The Attackmen (2007)
- Seniors (2012)
- Love and Skin (2013)

## Prijzen en nominaties

### Emmy Awards
| Jaar | Titel         | Categorie      | Uitslag  |
| ---- | ------------- | -------------- | -------- |
| 2005 | Crown Heights | Beste filmsong | Gewonnen |